# Actio de pauperie
L'actio de pauperie, disciplinata dal diritto romano, è una particolare azione esperibile da chi fosse stato danneggiato dal comportamento di un animale o da un qualsiasi oggetto trasportato/trascinato da esso.
Esperendola si intende chiedere al proprietario dell'animale di risarcire il danno.
Per quanto riguarda il regime delle eccezioni, è presente una particolare eccezione, l'azione è esperibile se il danno è stato cagionato da un animale privo di animus revertendi, esso consiste nella propensione dell'animale a tornare dal suo padrone, non rientrano quindi in questa categoria le fiere e gli animali selvatici, i quali in caso provochino danni a cose o persone in seguito alla loro fuga, anche se in precedenza posseduti da persone, ridivengono res nullius e come tali possono venire abbattuti. Il cadavere della fiera scappata, entra quindi a far parte delle proprietà dell'uccisore, mentre l'ex proprietario è libero da ogni responsabilità.